# جاچسبی

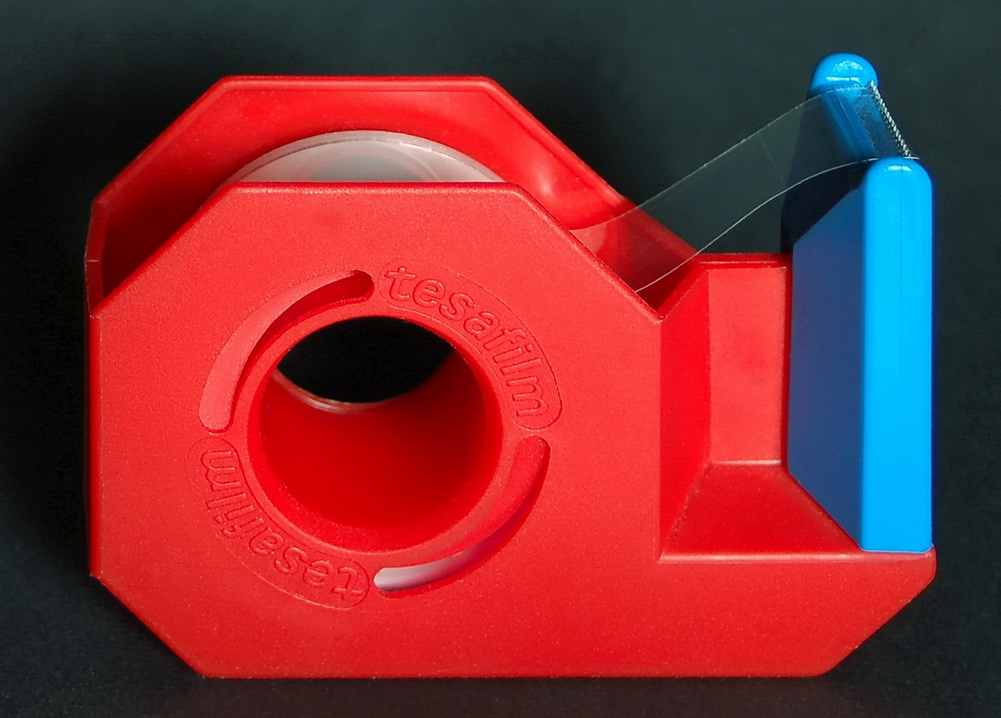
جاچسبی کوچک

جا چسبی وسلیه‌ای  برای تکه کردن چسب است.
اولین جا چسبی دنیا در سال ۱۹۰۲توسط  شرکت    
3M 
ساخته شد که نام آن
Scotch tape dispenser
بود.
شرکت تجاری اسکاچ  چند نمونه از جاچسبی‌های مختلف را برای چند نوع نوار چسب تولید کرد 
که  نحوهٔ کارکرد همهٔ آن‌ها به یک صورت بود.

## فلسفه وجودی محصول
جاچسبی وسیله‌ای است که حلقهٔ چسب نواری را نگه می‌دارد ودارای مکانیزمی است که در یک سمت حلقهٔ نوار را می‌چرخاند و در سمت دیگر که تیغه قرار دارد آن را برش می‌دهد. در اصل فلسفه وجودی جاچسبی بر پایهٔ نوار چسب است. زیرا ابتدا چسب نواری تولید شده و پس از استفاده از آن این نیاز بیان شده که باید وسیله‌ای وجود داشته باشد که بتوان چسب را به راحتی به قطعات کوچک تر تبدیل کرد. جا چسبی موارد مصرف زیادی دارد و در اندازه‌های مختلف برای نوار چسب‌های مختلف طراحی و تولید شده. ما در این پروژه به بررسی جاچسبی‌های کوچک  و معمولی که در همهٔ خانه ها، اداره‌ها و دفاتر می‌توان دید و به‌طور معمول از پلاستیک ساخته شده‌اند و به منظور چسباندن چیزی به چیز دیگر(معمولاً کاغذ)استفاده می‌شوند، می پردازیم.

## رفتار سنجی استفاده از محصول
چه زمانی از جاچسبی استفاده می‌شود؟
همان طور که گفتیم مبنای کار جاچسبی، چسب نواری است. زیرا اگر چسبی وجود نداشت طبیعتاً جاچسبی دیگر معنایی پیدا نمی‌کرد. بنابراین ما هنگامی از جا چسبی استفاده می‌کنیم که نیاز به قطعات کوچک چسب برای چسباندن دو قطعه یا بیشتر داشته باشیم. جاچسبی فقط کندن چسب را برای ما آسان تر می‌کند وگرنه به جای آن از قیچی یا حتی دندان هم می‌شود استفاده کرد. اما جاچسبی علاوه بر نگه داشتن چسب و سهولت در تکه کردن آن سرعت کار را نیز بالا می‌برد که این کار مانع اتلاف وقت می‌شود.
جا چسبی‌ها انواع مختلفی دارند و بیشتر به صورت رومیزی و دستی تولید شده اند، اما نمونه‌های برقی آن‌ها هم برای استفاده در مراکز صنعتی و کارخانه‌ها و صنایع بسته بندی نیز موجود می‌باشد. اکثر جاچسبی‌ها علاوه بر نگه داشتن چسب و تکه کردن آن دارای امکانات جانبی نیز می‌باشند. مثلاً جایی هم برای نگهداری مداد و خودکار یا گیره‌های کاغذ و کارت ویزیت دارند. در این قسمت به چند نمونه  مشابه که علاوه بر جاچسبی بودن امکانات دیگری نیز دارند اشاره می‌کنیم.